# Saint-Laurent-des-Vignes
Saint-Laurent-des-Vignes è un comune francese di 804 abitanti situato nel dipartimento della Dordogna nella regione della Nuova Aquitania.

## Società

### Evoluzione demografica
Abitanti censiti